# Cleome diffusa
Cleome diffusa là một loài thực vật có hoa trong họ Màng màng. Loài này được Banks ex DC. mô tả khoa học đầu tiên năm 1824.